# Biomonitoring
Der Begriff Biomonitoring bzw. Bioüberwachung findet in verschiedenen Fachdisziplinen Anwendung.

## Arbeits- und Umweltmedizin
In der Arbeits- und Umweltmedizin versteht man darunter (auch engl. Biological Monitoring) die Bestimmung von Schadstoffen, ihrer Stoffwechselprodukte und deren im Organismus an Proteine oder an die DNA gebundenen Formen. Diese Substanzen können in Körperflüssigkeiten quantitativ nachgewiesen werden. Das Biomonitoring stellt so eine wertvolle Möglichkeit dar, den einzelnen Menschen vor den Wirkungen gesundheitsschädlicher Arbeitsstoffe zu schützen (Individualprävention).
Durch Bioüberwachung bzw. engl. Biomonitoring kann die vom Einzelnen aufgenommene Schadstoffdosis spezifisch und sensitiv erfasst werden (innere Belastung; Dosismonitoring). Die heute zur Verfügung stehenden Analysemethoden ermöglichen es, viele Schadstoffe noch in sehr geringen, umweltmedizinisch relevanten Konzentrationen zu erfassen. Viele Metalle, organische Lösungsmittel, persistente und nichtpersistente Pflanzenschutzmittel, aromatische Amine und aromatische Nitroverbindungen, polykondensierte aromatische Kohlenwasserstoffe und andere Stoffe können heute quantitativ gemessen werden. Nach wie vor sind jedoch zum Beispiel für viele Pflanzenschutzmittel noch geeignete Methoden für ein Dosismonitoring zu erarbeiten.
Nach ersten Anfängen in den 1930er Jahren hat das Biomonitoring seit den 1960er Jahren in der Arbeits- und Umweltmedizin ständig an Bedeutung gewonnen. Seine breitere Anwendung wurde durch immer bessere Analysetechniken möglich. Deutschland hat die medizinische Bioüberwachung früher und konsequenter als andere Länder für die Prävention von Gesundheitsschäden durch chemische Substanzen genutzt. Die Senatskommission zur Prüfung gesundheitsschädlicher Arbeitsstoffe der Deutschen Forschungsgemeinschaft setzt sich seit 1975 für die Entwicklung valider und erprobter analytischer Methoden ein. 1979 begann die Arbeitsstoffkommission als erste damit, gesundheitlich tolerable Grenzwerte in Form der biologischen Arbeitsstofftoleranzwerte (BAT) zu empfehlen. Die USA folgten diesem Beispiel. Seit 1984 sichert die Deutsche Gesellschaft für Arbeitsmedizin und Umweltmedizin die Qualität der Ergebnisse des Biomonitoring durch Ringversuche. In Deutschland legt das Bundesministerium für Arbeit und Soziales verbindliche biologische Grenzwerte (BGW, früher BAT) und Arbeitsplatzgrenzwerte (AGW, früher MAK) für Gefahrstoffe fest. Diese müssen mindestens den einschlägigen EU-Vorschriften entsprechen.
Die Verordnung zur arbeitsmedizinischen Vorsorge (ArbMedVV) legt in § 6 Abs. 2 fest, dass Biomonitoring Bestandteil der arbeitsmedizinischen Vorsorgeuntersuchung in Deutschland ist. Bedingung für die Durchführung ist allerdings, dass anerkannte Analyseverfahren und Werte zur Beurteilung der Befunde zur Verfügung stehen. Die arbeitsmedizinische Regel 6.2. „Biomonitoring“ konkretisiert, dass die folgenden Werte zur Beurteilung von Biomonitoring-Befunden herangezogen werden können: biologische Grenzwerte der TRGS 903 oder des Wissenschaftlichen Ausschusses für Grenzwerte berufsbedingter Exposition der EU, biologische Arbeitsstoff-Toleranzwerte der DFG, biologische Leit-Werte der DFG, biologische Arbeitsstoff-Referenzwerte  der DFG, Äquivalenzwerte im biologischen Material zum Akzeptanz- und Toleranzrisiko nach TRGS 910, Expositionsäquivalente für krebserzeugende Arbeitsstoffe der DFG  und Referenzwerte der Human-Biomonitoring-Kommission des Umweltbundesamtes.

## Ökologie
In der Ökologie wird der Begriff Biomonitoring bzw. Biobeobachtung für das zeitlich regelmäßig wiederholte Beobachten, Überwachen und Messen („Monitoring“) des Zustandes und Bestandes von Pflanzen und Tieren sowie deren Gemeinschaften zur Bestimmung der Umweltqualität verwendet.
Aus Zustands- oder Bestandsänderungen der Lebewelt werden Rückschlüsse auf Qualität und Quantität von chemisch-physikalischen Umweltveränderungen anthropogenen Ursprungs gezogen. Die Bewertung gemessener Veränderungen gegenüber dem Normalzustand erfolgt unter Ausnützung indikativer Eigenschaften dieser Organismen bzw. bestimmter indikativ bedeutsamer Prozesse in den Organismen. Beim Biomonitoring sind Kurzzeit-Wirkungen, in Form von spontanen Verhaltensänderungen und gegebenenfalls rascher Mortalität der Organismen als Folge akuter Toxizität, von Langzeit-Wirkungen, d. h. zumeist chronischen Schädigungen bis hin zur Mortalität der Organismen durch dauerhaft hohe Grundbelastungen, zu unterscheiden.
Gesicherte Langzeitbeobachtungen werden in Deutschland seit 1781 durchgeführt und stellen heute eine wertvolle Basis in der Umweltforschung dar. Ein Bereich des Biomonitorings ist das Wildtiermonitoring als Grundlage für das Wildtiermanagement.

### Aktives und passives Biomonitoring
Es wird zwischen aktivem und passivem Biomonitoring unterschieden. Beim aktiven Biomonitoring wird ein Organismus gezielt in die zu untersuchende Region gebracht und für einen bestimmten Zeitraum den dort herrschen Umweltbedingungen ausgesetzt. Je nach Fragestellung kann der Zeitraum von wenigen Stunden bis zu mehreren Jahren dauern. Beim passiven Biomonitoring werden Organismen in ihrem natürlichen Lebensraum untersucht oder beprobt. Passives Biomonitoring erlaubt rückblickende Betrachtungen, um beispielsweise die Auswirkungen von Schadensereignissen zu untersuchen.
Während die ersten Anwendungen des passiven Biomonitorings in der Mitte des 19. Jahrhunderts dokumentiert wurden, wird das erste aktive Biomonitoring auf das Jahr 1899 datiert. Ein Beispiel für aktives Biomonitoring ist die Untersuchung der Auswirkungen von Luftschadstoffen in der Nähe von Flughäfen, indem dort Grünkohlpflanzen gezielt kultiviert und beobachtet werden. Die Reaktion von Moosen an ihren natürlichen Standorten auf reaktive Stickstoffverbindungen in der Luft kann als Beispiel für passives Biomonitoring herangezogen werden.